# Faramans (Ain)
Faramans – miejscowość i gmina we Francji, w regionie Owernia-Rodan-Alpy, w departamencie Ain.

## Demografia
Według danych na styczeń 2012 r. gminę zamieszkiwały 754 osoby, a gęstość zaludnienia wynosiła 67,2 osób/km².